# Municipio de Petit Jean (condado de Conway)
Petit Jean Township es un municipio del condado de Conway, Arkansas, Estados Unidos. Según el censo de 2020, tiene una población de 95 habitantes.
Es una subdivisión exclusivamente geográfica, por cuanto el estado de Arkansas no utiliza la herramienta de los townships como Gobiernos municipales.

## Geografía
Está ubicado en las coordenadas 35°5′40″N 92°59′54″O / 35.09444, -92.99833 (35.094471, -92.998436). Según la Oficina del Censo de los Estados Unidos, tiene una superficie total de 20.91 km², de la cual 20.68 km² corresponden a tierra firme y 0.23 km² están cubiertos de agua.

## Demografía
Según el censo de 2020, hay 95 personas residiendo en la zona. La densidad de población es de 4.59 hab./km². El 86.32 % de los habitantes son blancos, el 4.21 % son de otras razas y el 9.47 % son de una mezcla de razas. Del total de la población el 6.32 % son hispanos o latinos de cualquier raza.